# Depfa Bank
DEPFA Bank plc (FWB: DEPF) — частный ирландско-германский банк, дочерняя компания группы Hypo Real Estate Holding. Штаб-квартира банка находится в Дублине, Ирландия.

## История
DEPFA Bank был изначально основан в 1922 году в Пруссии под эгидой прусского правительства, и предназначался для финансирования проектов в области жилищного строительства. В 1950-х годах банк стал корпорацией в федеральной собственности и сменил специализацию на предоставление широкого спектра ипотечных кредитов. В 1970-х годах, в связи с потерей льготного налогового статуса, DEPFA Bank начал заниматься коммерческим кредитованием, став крупнейшим в Германии страховщиком публично обеспеченных облигаций. В 1990 году банк был приватизирован, в 1991 году его акции получили листинг на Франкфуртской фондовой бирже.